# Israel Pickens

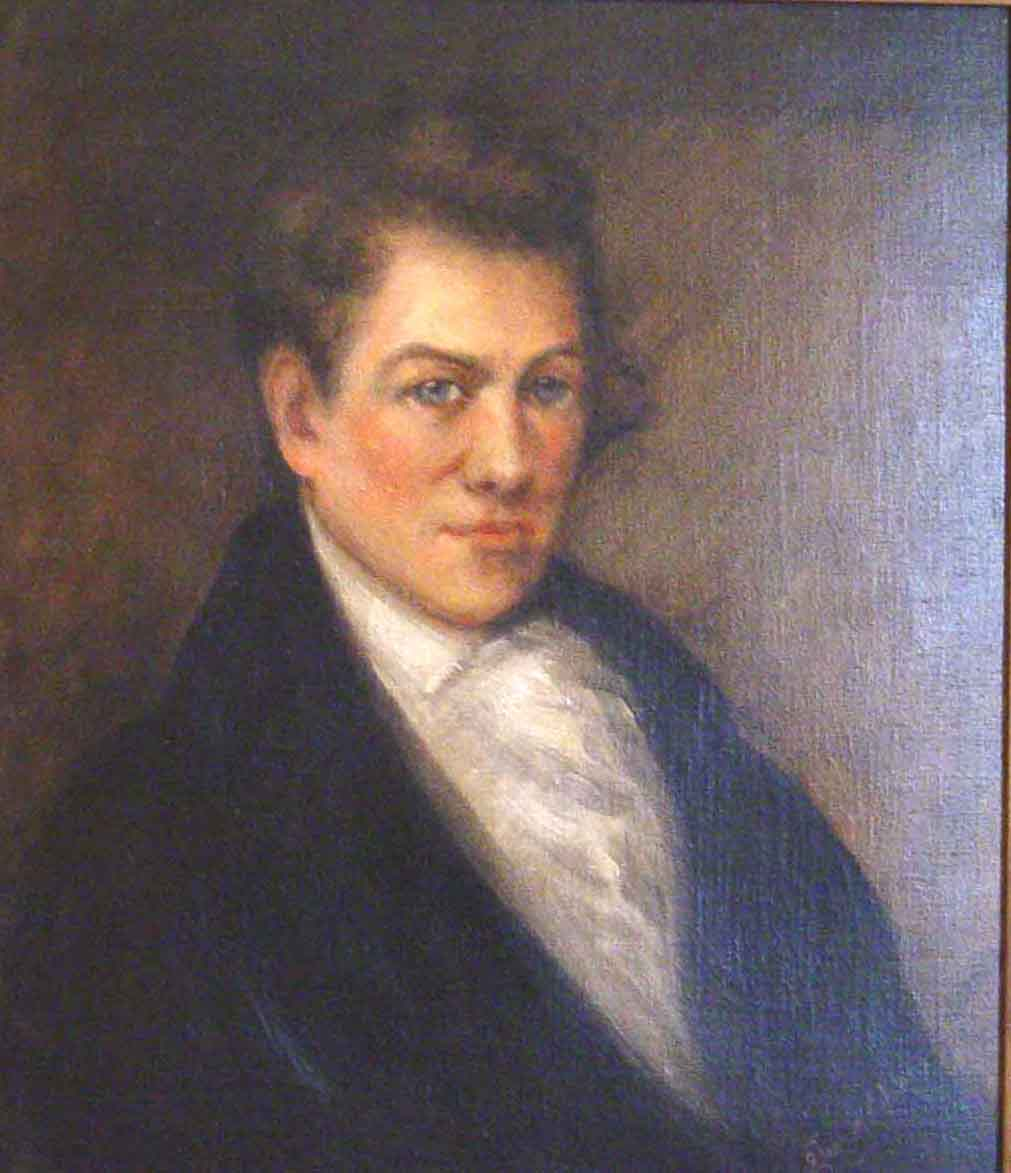
Israel Pickens

Israel Pickens (* 30. Januar 1780 bei Concord, North Carolina; † 24. April 1827 in Matanzas, Kuba) war ein US-amerikanischer Politiker (Demokratisch-Republikanische Partei) und der dritte Gouverneur des Bundesstaates Alabama. Außerdem gehörte er beiden Kammern des Kongresses an.

## Frühe Jahre
Israel Pickens, Sohn von Captain Samuel Pickens und Jane Carrigan Pickens, erhielt seine Ausbildung er zum Teil in South Carolina, aber hauptsächlich in einer Schule im Iredell County, North Carolina. Anschließend ging er auf das Washington College in Pennsylvania, wo er Jura studierte. Danach bekam er seine Zulassung als Anwalt in North Carolina und begann dort zu praktizieren. Er entschloss sich daraufhin, eine politische Laufbahn einzuschlagen. Dafür kandidierte er für den Senat von North Carolina und wurde schließlich gewählt. Dort war er zwischen 1808 und 1810 tätig. Anschließend wählte man ihn in das US-Repräsentantenhaus, wo er von 1811 bis 1817 tätig war. Danach zog Pickens 1817 nach Alabama und ließ sich in St. Stephens nieder, wo er bis 1821 die Position eines Beamten in einem Grundbuchamt innehatte. Ferner war er 1819 Mitglied des Verfassungskonvents von Alabama.

## Politik
Die Gouverneurswahl von 1821 wurde zu einer Schlacht zweier Lager, dem von Georgia und dem von North Carolina, mit vorwiegend der Staatsbank als Kernpunkt. Pickens, der das Lager von North Carolina repräsentierte, gewann die Wahl am 6. August 1821 und wurde am 9. November 1821 vereidigt. Während seiner Amtszeit wurden die Einrichtungen der neuen Staatsregierung endgültig fertiggestellt; unter anderem wurde 1824 die Staatsbank mit nahezu 200.000 Dollar Kapital eingerichtet. Ferner wurde eine Begutachtung eines möglichen Kanals bei Muscle Shoals in Auftrag gegeben. Pickens gewann die Wiederwahl für eine zweite Amtszeit am 4. August 1823. Pickens trat am 25. November 1825 als Gouverneur zurück, um den freigewordenen Posten, der durch den Tod von US-Senator Henry H. Chambers entstand, im US-Senat anzutreten. Wegen seiner schwindenden Gesundheit konnte er nur eine sehr kurze Zeit im Amt verweilen. Pickens war vom 17. Februar 1826 bis zum 27. November 1826 im Amt gewesen.

## Weiterer Lebenslauf
Pickens zog sich nach Kuba zurück, wo er am 24. April 1827 verstarb. Er wurde in Matanzas beigesetzt. Seine Überreste wurden dann später zu seiner Heimatstadt in Greensboro, Alabama verlegt. Außer seinen politischen Leistungen interessierte sich Pickens sehr für naturwissenschaftliche Forschung und erfand ein Mondziffernblatt.